# آمستردام (فیلم ۲۰۲۲)
آمستردام (انگلیسی: Amsterdam) یک فیلم درام تاریخی کمدی معمایی به کارگردانی، تهیه‌کنندگی و نویسندگی دیوید او. راسل است. این فیلم که از ژانویه تا مارس ۲۰۲۱ در لس آنجلس فیلمبرداری شد، نخستین فیلم راسل پس از جوی در سال ۲۰۱۵ است. کریستین بیل، مارگو رابی و جان دیوید واشینگتن در نقش‌های اصلی در کنار گروه بزرگی بازیگران از جمله کریس راک، آنیا تیلور-جوی، زوئی سالدانیا، مایک مایرز، مایکل شنون، تیموتی اولفینت، آندره‌آ ریسبرو، تیلور سوئیفت، ماتیاس خونارتس ، آلساندرو نیوولا، و رابرت دنیرو در کنار دیگران، در این فیلم ایفای نقش می‌کنند.
آمستردام در ۷ اکتبر ۲۰۲۲ توسط والت دیزنی استودیو موشن پیکچرز در ایالات متحده اکران شد. این فیلم نقدهای متفاوتی از سوی منتقدان دریافت کرد، اکثر آن‌ها طراحیِ تولید و عملکردِ بازیگران را تحسین کردند، اما از نویسندگی و کارگردانیِ راسل انتقاد کردند.

## طرح داستان
سه دوست - یک پزشک، یک پرستار و یک وکیل - مظنون اصلی یک قتل در دهه ۱۹۳۰ می‌شوند.

## بازیگران
- کریستین بیل در نقش دکتر برت برندسن، جانبازی جنگی با یک چشم مصنوعی.[۶]
- مارگو رابی در نقش والری ووز، یک پرستار[۷]
- جان دیوید واشینگتن در نقش هارولد وودزمن، وکیل و جانباز جنگی.[۸]
- کریس راک در نقش میلتون کینگ[۹]
- آنیا تیلور-جوی در نقش لیبی ووز، زن برادر والری[۹]
- زوئی سالدانیا در نقش ایرما سنت کلر[۱۰]
- مایک مایرز در نقش پل کانتربری[۹]
- مایکل شنون در نقش هنری نورکراس[۹]
- تیموتی اولفینت در نقش تاریم میلفکس، یک قاتل[۹]
- آندره‌آ ریسبرو در نقش بئاتریس واندنهوول[۹]
- تیلور سوئیفت در نقش الیزابت میکینز، دختر سناتور[۱۱]
- ماتیاس خونارتس در نقش کارآگاه لِم گتویلر[۹]
- آلساندرو نیوولا در نقش کارآگاه هیلتز[۹]
- رامی ملک در نقش تام ووز، برادر والری[۱۰]
- رابرت دنیرو در نقش ژنرال گیل دیلنبک[۹]
- اد بیگلی. جی آر در نقش سناتور بیل میکینز
- لیلند ارسر در نقش آقای نوینز
- تام ایروین در نقش آقای بلپورت
- بت گرانت در نقش خانم دیلن بک
- کالین کمپ در نقش اوا اوت

## تولید
در ژانویه ۲۰۲۰، ریجنسی انترتینمنت ساخت فیلمی بدون عنوان به نویسندگی و کارگردانی دیوید او. راسل و بازی کریستین بیل را اعلام کرد و انتظار می‌رود فیلمبرداری آن در آوریل آغاز شود. در ماه فوریه، مارگو رابی و مایکل بی. جردن به عنوان بازیگر معرفی شدند، اما دومی پیش از شروع تولید به دلیل درگیری‌های برنامه‌ریزی از فیلم کناره‌گیری کرد. جان دیوید واشینگتن در ماه اکتبر به عنوان جانشین جردن انتخاب شد. طبق گزارش‌ها، جنیفر لارنس برای نقش رابی در نظر گرفته شده بود، در حالی که جیمی فاکس برای نقش جردن در نظر گرفته شده بود. دیگر گروه بازیگران بین ژانویه و ژوئن ۲۰۲۱ اعلام شدند.
فیلمبرداری به دلیل دنیاگیری کووید-۱۹ به تعویق افتاد. تصویربرداری اصلی بین ژانویه و مارس ۲۰۲۱ در لس آنجلس، کالیفرنیا انجام شد. اعضای خدمه شامل فیلمبردار امانوئل لوبزکی، تدوینگر جی کسیدی، و آهنگساز موسیقی هیلدور گودنادوتیر بودند. عنوان فیلم آمستردام، در آوریل ۲۰۲۲ در سینماکان، مشخص شد.

## انتشار
آمستردام در ۷ اکتبر ۲۰۲۲ توسط استودیوی والت دیزنی موشن پیکچرز از طریق بنر استودیو قرن بیستم در ایالات متحده منتشر شد.

## بازخورد

### فروش گیشه
تا تاریخ ۱۲ نوامبر ۲۰۲۲، آمستردام ۱۴٫۹ میلیون دلار در ایالات متحده و کانادا، و ۱۳٫۱ میلیون دلار در مناطقِ دیگر جهان به دست آورده‌است، که در مجموع فروش جهانیِ ۲۸ میلیون دلار در مقابل بودجهٔ ۸۰ میلیون دلاری را نشان می‌دهد. پس از افتتاحیه آخر هفته، ددلاین هالیوود تخمین زد که فیلم حدود ۹۷ میلیون دلار برای استودیو ضرر خواهد کرد، که شامل بودجه تولید، بازاریابی، مشارکت ستاره‌ها و سایر هزینه‌ها در مقابل درآمدهای گیشه و درآمد رسانه‌های خانگی می‌شود.

### پاسخ انتقادی
در وبگاه جمع‌آوری نقد راتن تومیتوز، ٪۳۳ از ۲۳۶ بررسی منتقدان مثبت است و میانگینِ امتیاز آن ۵٫۱/۱۰ است. اجماع این وبگاه چنین می‌نویسد: «آمستردام دارای انبوهی از ستاره‌های بزرگ و طرح داستانیِ بسیار شلوغی است که همهٔ آن‌ها به طرز دردناکی کمتر از مجموعِ بخش‌های خیره‌کنندهٔ آن می‌درخشند.» این فیلم در متاکریتیک که از میانگین وزنی استفاده می‌کند، بر اساس نظر ۵۱ منتقدین امتیاز ۴۸ از ۱۰۰ را کسب کرده که نشان‌گر «نقدهای مختلط یا متوسط» است. مخاطبان نظرسنجی‌شده توسط سینماسکور به فیلم نمره متوسط «B» در مقیاس «A+» تا «F» دادند، درحالی که پست‌ترک گزارش داد که تماشاگران به فیلم نمره کلی مثبت ۷۲٪ را داده‌اند.